# Buôn bán ngũ cốc

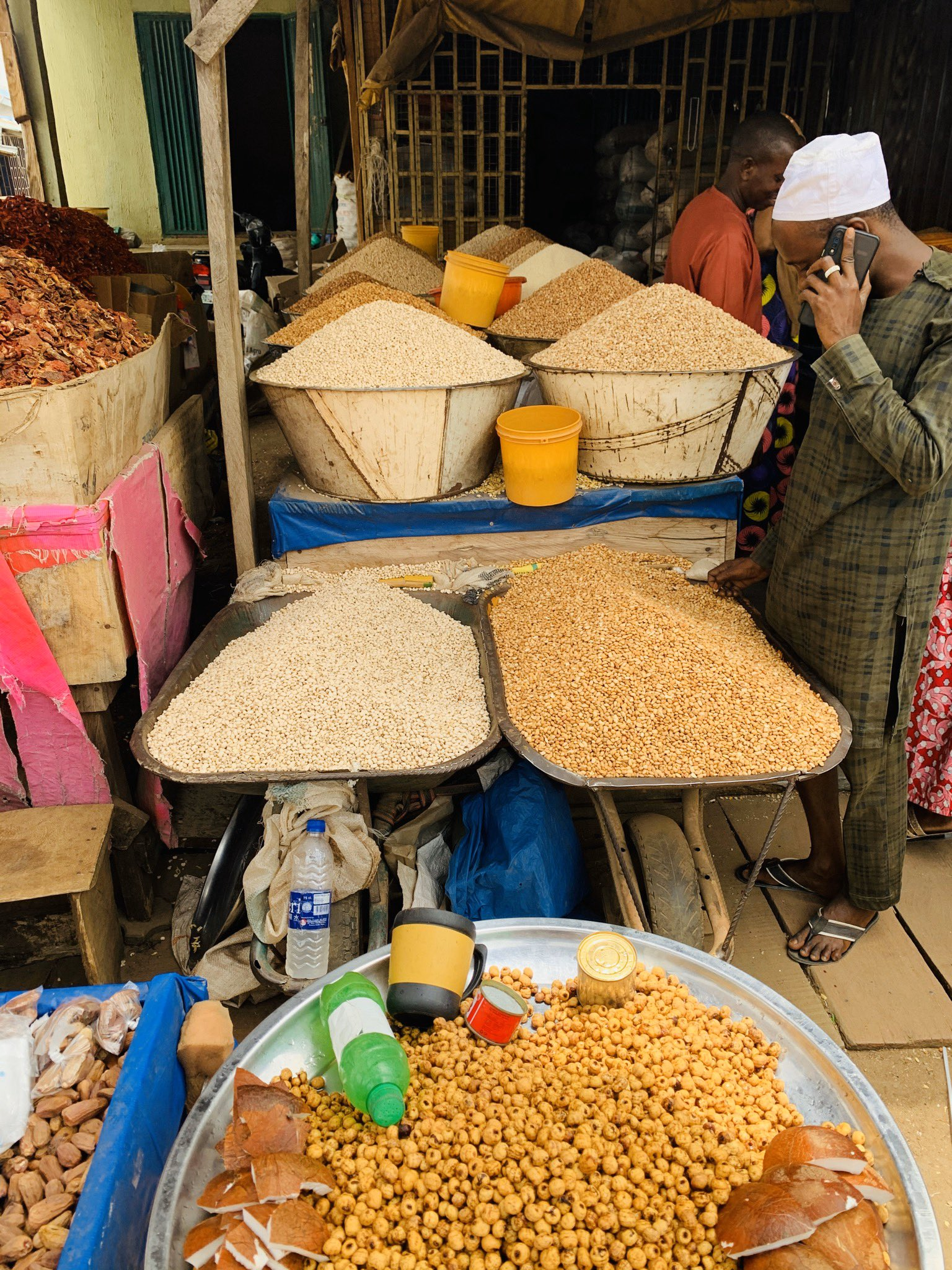
Buôn bán ngũ cốc ở Nigeria

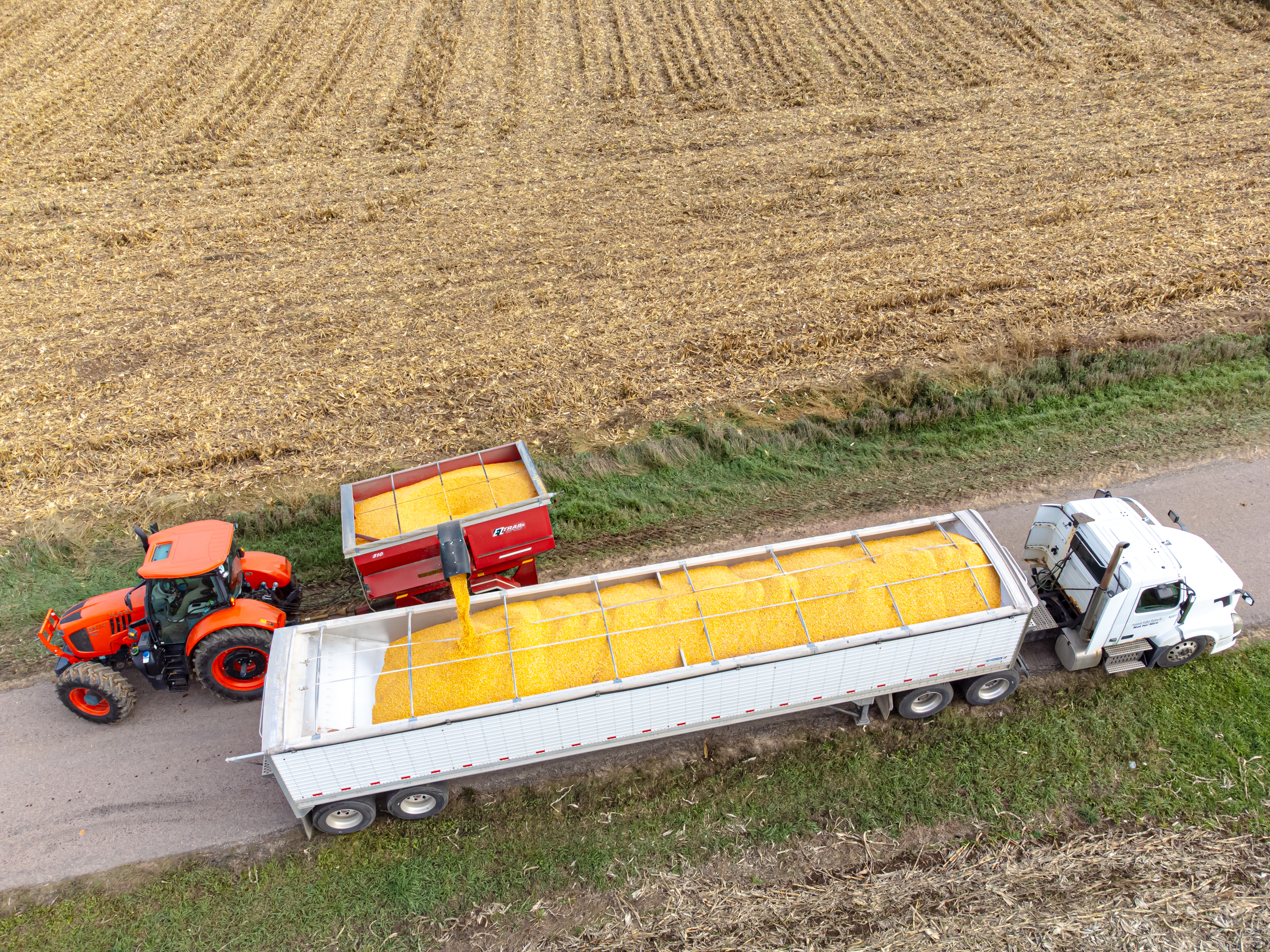
Thu hoạch ngũ cốc bằng cơ giới hóa

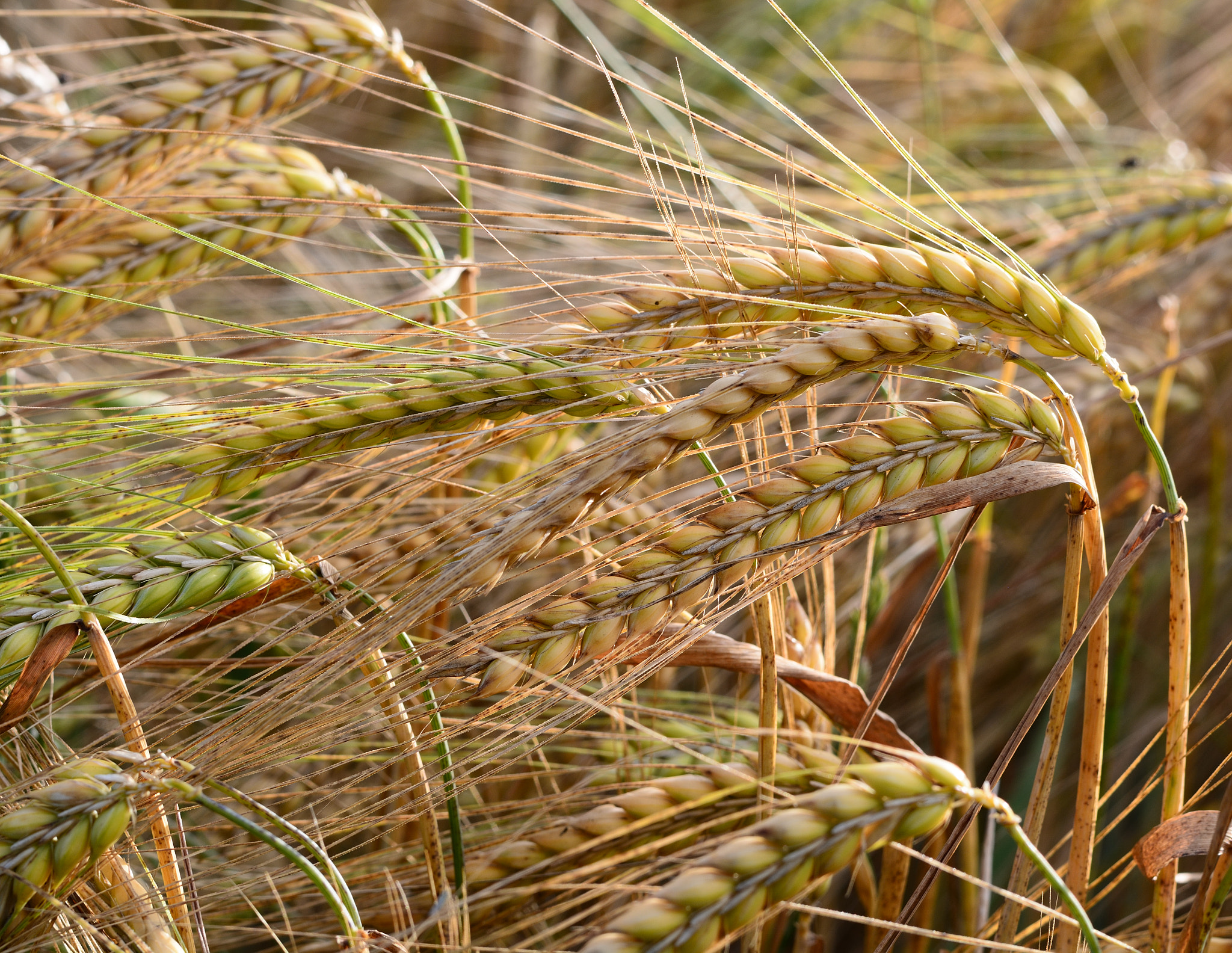
Các loại ngũ cốc là thực phẩm thiết yếu ở các xã hội trong lịch sử

Buôn bán ngũ cốc (Grain trade) hay thương mại ngũ cốc hay mậu dịch ngũ cốc đề cập đến việc mậu dịch, buôn bán thương mại về ngũ cốc như lúa mì, lúa mạch, ngô và gạo và thực phẩm dạng hạt khác ở cấp độ địa phương và quốc tế. Ngũ cốc là một mặt hàng thương mại quan trọng vì mặt hàng ngũ cốc dễ dàng bảo quản và vận chuyển với mức độ hư hỏng vừa phải, không giống như các sản phẩm nông nghiệp khác dễ hư hỏng ôi thiu. Việc cung cấp và buôn bán ngũ cốc rất quan trọng đối với nhiều xã hội, cung cấp lượng calo cơ bản cho hầu hết hệ thống thực phẩm để nuôi sống con người, cũng như vai trò quan trọng trong ngành thức ăn chăn nuôi phục vụ cho nông nghiệp chăn nuôi từ đó việc buôn bán, tạo nguồn cung ngũ cốc dồi dào, sẵn có trên thị trường là một trong những vấn đề trọng tâm trong việc duy trì và bảo đảm an ninh lương thực.

## Vai trò
Việc buôn bán ngũ cốc cũng lâu đời như việc định cư nông nghiệp, được xác định trong nhiều nền văn hóa đầu tiên áp dụng hình thức canh tác định cư. Những sự thay đổi xã hội to lớn có liên quan trực tiếp đến việc buôn bán ngũ cốc, chẳng hạn như sự sụp đổ của Đế chế La Mã. Việc vận chuyển của thương gia rất quan trọng đối với việc vận chuyển ngũ cốc vào thời cổ đại (và vẫn tiếp tục tới nay). Một tàu buôn La Mã có thể chở một lượng hàng ngũ cốc đi suốt chiều dài của biển Địa Trung Hải với chi phí di chuyển tương đương 15 dặm bằng đường bộ. Các thành phố lớn thời đó không thể tồn tại nếu không có nguồn cung cấp ngũ cốc ổn định cho cư dân, ví dụ, trong ba thế kỷ đầu tiên sau Công Nguyên, thành bang La Mã tiêu thụ khoảng 150.000 tấn ngũ cốc từ Ai Cập mỗi năm.
Ở Anh, trong thời kỳ cận đại, trong thời gian này, cuộc tranh luận về thuế quan và thương mại tự do về ngũ cốc diễn ra gay gắt. Những công nhân nghèo dựa vào bánh mì giá rẻ để sinh sống, nhưng nông dân địa phương muốn chính phủ quy định mức giá cao hơn để bảo vệ họ khỏi hàng nhập khẩu giá rẻ từ nước ngoài, dẫn đến việc ban hành các đạo luật của Anh. Từ đầu thời kỳ hiện đại trở đi, buôn bán ngũ cốc đã là một phần quan trọng của quá trình mở rộng thuộc địa và động lực của quyền lực quốc tế. Sự thống trị địa chính trị của các quốc gia như Úc, Hoa Kỳ, Canada và Liên Xô trong thế kỷ XX có liên quan đến vị thế của họ là những quốc gia dư thừa ngũ cốc. Gần đây hơn, thị trường hàng hóa quốc tế đã là một phần quan trọng trong động lực của hệ thống thực phẩm và giá ngũ cốc.
Đầu cơ cũng như các yếu tố sản xuất và cung ứng phức tạp khác dẫn đến khủng hoảng tài chính 2007-2008, đã tạo ra sự lạm phát chóng mặt về giá ngũ cốc trong cuộc khủng hoảng giá lương thực năm 2007-2008. Gần đây hơn, sự cung ứng ưu thế của Ukraina và Nga trên các thị trường ngũ cốc như lúa mì dẫn đến khi Nga xâm lược Ukraine năm 2022 đã gây ra nỗi lo lắng ngày càng tăng về hậu quả của cuộc khủng hoảng lương thực toàn cầu năm 2022. Những thay đổi về nông nghiệp do biến đổi khí hậu dự kiến sẽ có tác động lan rộng đến thị trường ngũ cốc toàn cầu. Ngũ cốc là mặt hàng truyền thống mang lại thu nhập xuất khẩu của Nga, hiện nay, Liên bang Nga nắm vị trí dẫn đầu trong số các nhà cung cấp ngũ cốc chính cho thị trường thế giới cùng với EU (vị trí thứ 2 trong giai đoạn 2019/20), Hoa Kỳ (vị trí thứ 3 ), Canada (vị trí thứ 4), Ukraina (vị trí thứ 5) trong đó, Ukraina được gọi là "Rổ bánh mì của châu Âu".